# Günter Starke
Günter Starke (* 30. Januar 1927 in Bockwitz; † 4. Juli 2008) war ein deutscher Germanist, Sprachwissenschaftler und Hochschullehrer.

## Leben und Wirken
Nach seiner Prüfung zur Mittleren Reife 1943 in Bockwitz ließ sich Günter Starke zunächst an der Lehrerbildungsanstalt in Breslau als Lehrer ausbilden und arbeitete anschließend im Schuldienst. Von 1954 bis 1959 studierte er Germanistik an der Pädagogischen Hochschule Potsdam und legte dort 1960 das Staatsexamen ab. Von 1960 bis 1970 arbeitete er als wissenschaftlicher Mitarbeiter an dieser Hochschule und promovierte 1967 bei Wilhelm Schmidt zum Dr. phil. Bis 1979 lehrte er dann als Hochschuldozent und habilitierte sich 1972 für Germanistische Sprachwissenschaft. Von 1979 bis zu seinem Eintritt in den Ruhestand 1992 war er dann Professor für Deutsche Sprache der Gegenwart an der Pädagogischen Hochschule Potsdam bzw. der späteren Universität Potsdam. 
In seinen Veröffentlichungen beschäftigte sich Günter Starke vor allem mit der Grammatik und Stilistik der deutschen Sprache.
Er starb 2008 und wurde auf dem Friedhof Lauchhammer-Ost begraben.

## Veröffentlichungen (Auswahl)
- (Mitautor): Einführung in die Methodik der Stiluntersuchung. Ein Lehr- und Übungsbuch für Studierende. Volk und Wissen, Berlin 1968.
- (Mitautor): Sprache - Bildung und Erziehung. Bibliographisches Institut, Leipzig 1977.
- (Mitautor): Funktional-kommunikative Sprachbeschreibung. Bibliographisches Institut, Leipzig 1981.
- (Hrsg., mit Karl-Ernst Sommerfeldt): Grammatisch-semantische Felder der deutschen Sprache der Gegenwart. VEB Verlag Enzyklopädie, Leipzig 1984.
- (Mitautor): Grundfragen der Kommunikationsbefähigung. Bibliographisches Institut, Leipzig 1985.
- (Mitautor): Sprachliche Kommunikation. Bibliographisches Institut, Leipzig 1986.
- (mit Herbert Schreiber u. Karl-Ernst Sommerfeld): Deutsche Wortfelder für den Sprachunterricht. Verlag Enzyklopädie, Leipzig 1987, ISBN 3-324-00146-3.
- (Mithrsg.): Aufgaben und Texte zur deutschen Gegenwartssprache. Bibliographisches Institut, Leipzig 1989, ISBN 3-323-00270-9.
- (Mitbearb.): Walter Jung / Grammatik der deutschen Sprache. 10. neubearb. Aufl. Bibliographisches Institut, Mannheim/Leipzig 1990, ISBN 3-323-00153-2.
- (mit Karl-Ernst Sommerfeldt u. Herbert Schreiber): Grammatisch-semantische Felder. Einführung und Übungen. Langenscheidt, Berlin 1991, ISBN 3-324-00549-3.
- (mit Karl-Ernst Sommerfeldt u. Herbert Schreiber): Deutsche Adjektive. Wortfelder für den Sprachunterricht. Langenscheidt, Berlin 1991, ISBN 3-324-00594-9.
- (mit Wolfgang Fleischer u. Georg Michel): Stilistik der deutschen Gegenwartssprache. Lang, Frankfurt/M. 1993, ISBN 3-631-44771-X.
- (mit Karl-Ernst Sommerfeldt): Einführung in die Grammatik der deutschen Gegenwartssprache. 3. Aufl. Niemeyer, Tübingen 1998, ISBN 3-484-73001-3.
- (mit Tadeusz Zuchewicz): Wissenschaftliches Schreiben im Studium von Deutsch als Fremdsprache (= Sprache – System und Tätigkeit, Bd. 46). Lang, Frankfurt/M. 2003, ISBN 3-631-39602-3.

Festschrift
- Christine Kessler/Karl-Ernst Sommerfeldt (Hrsg.): Sprachsystem – Text – Stil. Festschrift für Georg Michel und Günter Starke zum 70. Geburtstag (= Sprache – System und Tätigkeit, Bd. 20). Lang, Frankfurt/M. 1997, ISBN 3-631-49326-6.